# Frederick Tiedt
Frederick „Fred” Tiedt (ur. 16 października 1935 w Dublinie, zm. 15 czerwca 1999 tamże) – irlandzki bokser kategorii półśredniej, srebrny medalista letnich igrzysk olimpijskich w Melbourne. W 1957 roku na mistrzostwach Europy w Pradze zdobył brązowy medal. W latach 1959–1964 stoczył 21 zawodowych walk.